# 道南いさりび鉄道
道南いさりび鉄道株式会社（どうなんいさりびてつどう、英: South Hokkaido Railway Company）は、北海道函館市に本社を置く、第三セクター方式の鉄道事業者（第三セクター鉄道）である。

## 概要
2016年（平成28年）3月26日の北海道新幹線 新青森駅 - 新函館北斗駅間の開業時に、並行在来線として北海道旅客鉄道（JR北海道）から経営分離された江差線 五稜郭駅 - 木古内駅間の運営を担う鉄道事業者である。北海道や沿線の地方自治体（函館市、北斗市、上磯郡木古内町）等の出資により、2014年（平成26年）8月1日に「北海道道南地域並行在来線準備株式会社」（ほっかいどうどうなんちいきへいこうざいらいせんじゅんび）として設立された。当初は同年5月に設立する予定であったが、JR北海道の度重なる不祥事により、安全運行体制を整えるために設立スケジュールを見直したため、設立が延期となった。
2014年（平成26年）10月1日から11月23日にかけて社名の一般公募を実施。応募総数6,207件の中から選考した結果、同年12月24日に社名を「道南いさりび鉄道株式会社」とすることが発表され、2015年（平成27年）1月1日に変更した。
社名は沿線で見られるイカ釣り漁船の幻想的な漁火（いさりび）が由来となっており、「海や風、星といったキーワードを含んだ名称が多数寄せられ、この地域を表すワードで最も強い推薦があった『いさりび』に集約された」ことが選定理由とされている。
2015年（平成27年）3月22日には会社ロゴマークが決定し、正式発表された。コンセプトは「海沿いを走る列車の車窓に広がる、津軽海峡と函館を望む雄大な景色」をモチーフに、「青い海」と、社名のシンボルである「いさりび」を表現しており、鉄道が「ひと」をつなぎ、地域とともに力強く未来へ伸びていくという思いが込められている。
北海道における第三セクター鉄道の運行は、北海道ちほく高原鉄道ふるさと銀河線（旧国鉄池北線）が2006年（平成18年）4月に廃止されて以来10年ぶり。北海道ちほく高原鉄道が2008年（平成20年）に解散して以降、北海道における唯一の第三セクター鉄道事業者となっている。

## 沿革
- 2005年（平成17年）7月21日：「北海道道南地域並行在来線対策協議会」設置[協議会資料 3][協議会資料 4]。
- 2012年（平成24年）5月23日：第9回「北海道道南地域並行在来線対策協議会」開催[協議会資料 5][協議会資料 6]。地域交通の確保方策として、代替機関の事業形態を第三セクター鉄道方式とすることで合意[広報 7]。「北海道道南地域並行在来線対策協議会」を「道南地域（五稜郭・木古内間）第三セクター鉄道開業準備協議会」に組織改正。
- 2014年（平成26年）
  - 7月15日：第7回「道南地域（五稜郭・木古内間）第三セクター鉄道開業準備協議会」開催[協議会資料 7][協議会資料 8][協議会資料 9][協議会資料 10]。「北海道道南地域（五稜郭・木古内間）並行在来線経営計画」を策定[広報 7]。
  - 8月1日：「北海道道南地域並行在来線準備株式会社」設立[広報 7][記事 3]。
  - 10月1日 - 11月23日：社名の一般公募を実施[広報 3][広報 7]。
  - 12月24日：先述の一般公募の結果、社名を「道南いさりび鉄道」とすることを発表[記事 4][広報 4][広報 7]。
- 2015年（平成27年）
  - 1月1日：商号を「道南いさりび鉄道株式会社」に変更[広報 4][広報 7]。
  - 3月2日：JR北海道が江差線の廃止届を提出[記事 7]。
  - 3月22日：会社ロゴマークが決定。同日、五稜郭タワー1階アトリウムにて会社ロゴマーク発表会および会社名命名者授賞式を実施[広報 5][広報 6][記事 6]。
  - 3月27日：第一種鉄道事業許可を申請[広報 7][記事 8]。
  - 6月22日：定時株主総会が開催され、代表取締役社長であった荒川裕生（北海道副知事）が辞任。後任として、小上一郎（前 函館市・農林水産部長）が代表取締役社長に就任[広報 8]。
  - 6月29日：江差線の五稜郭駅 - 木古内駅間（営業キロ：37.8 km）の第一種鉄道事業許可を、国土交通省が認可[記事 9][記事 10][広報 9][広報 10]。
  - 8月1日：本社を北海道札幌市の北海道庁内から函館市若松町に移転し[記事 11]、3日から業務開始[記事 12]。
  - 10月26日：開業時の運賃を発表[記事 13]。
- 2016年（平成28年）
  - 3月26日：道南いさりび鉄道線として、五稜郭駅 - 木古内駅間が開業[広報 11]。同日から、JR北海道との共同使用駅である五稜郭駅以外の駅が全て無人駅となる。
  - 4月19日：これまでの北海道内での鉄道事故を踏まえ、消防機関・JR北海道・道南いさりび鉄道の三者で鉄道災害に関する安全対策について協定を結ぶことを決定。トラブル発生時に消防へ「直ちに通報する」ことを鉄道事業者側に求める[記事 14]。
- 2017年（平成29年）
  - 3月4日：初のダイヤ改正を実施。
  - 9月29日：秋田内陸縦貫鉄道と「鉄道観光友好協定」を締結。
  - 10月1日：北海道・北斗市・函館市・木古内町および日本旅行と「道南いさりび鉄道の利用促進と道南地域の観光振興等に関する協定」を締結。

## 路線
JR北海道から経営移管された江差線の五稜郭駅 - 木古内駅間（営業キロ：37.8 km）を運営している。経営移管後の路線名については、「いさりび線」を検討しているとの報道もなされたが、2015年3月27日の広報資料では「道南いさりび鉄道線」とされている。列車はJR北海道函館本線の五稜郭駅 - 函館駅間に乗り入れる。
指令システムおよび車両基地についてはJR北海道の施設・設備を共同使用する。
参考であるが、平成2年度（1990年度）発表の論文のデータで、曲線半径300m以下は20か所、301mから500mは18か所、501mから1,000mは21か所存在していた。

## 車両
JR北海道から機関換装および特別保全工事施工済みのキハ40形1700番台気動車9両 (1793, 1796, 1798, 1799, 1807, 1810, 1812, 1814, 1815) が譲渡された。譲渡価格は江差線のその他の鉄道資産も含め総額16億円（税抜）程度の見込みである。
そのうち2両 (1793, 1799) については車体の塗装変更と内装の簡易改造を施工し、観光団体用の車両である「ながまれ号」となった。
残る7両は譲渡時点では車体の塗装変更は行われなかったが、2016年7月に1両 (1814) が山吹色に青帯の塗装になり、2017年3月に1両 (1810) が濃緑色の塗装になるとともに「道南の四季」をテーマとする車両外観カラーリングのデザインコンセプトが発表された。2017年6月には濃赤色に山吹色帯の塗装になった1両 (1796)、2017年8月には白地に濃赤色帯の塗装になった1両 (1815) の運行が開始された。2018年6月2日から1両 (1807) が旧国鉄首都圏色（朱色5号）に変更され、最後まで譲渡時のJR北海道の標準塗装で残っていた1798も、2019年3月17日から国鉄急行色となっている。

### 観光列車「ながまれ海峡号」

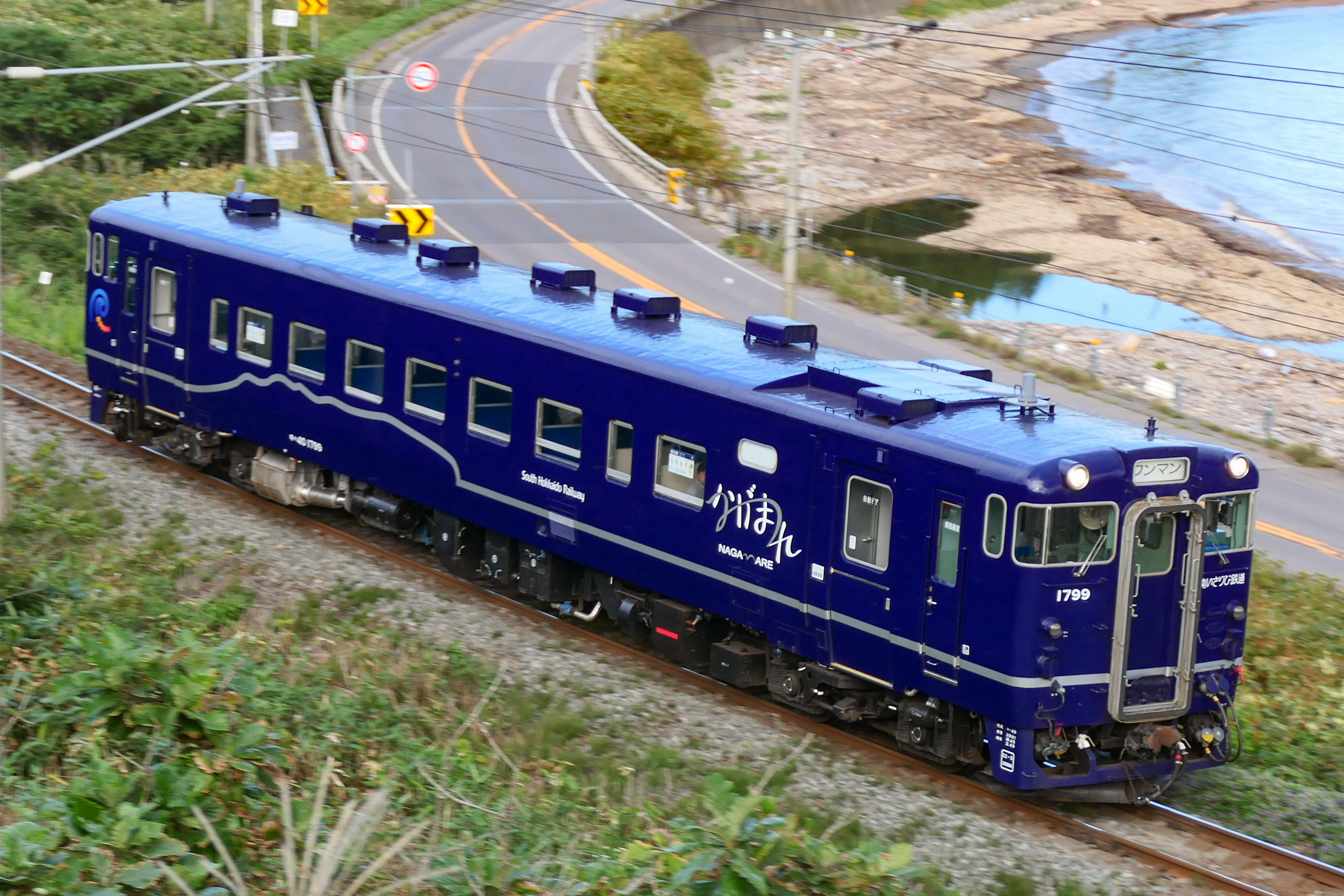
キハ40形「ながまれ号」
（2022年9月 渡島当別駅 - 釜谷駅間）

道南いさりび鉄道ではながまれ号を「地域情報発信列車」と呼称し、定期的に観光列車「ながまれ海峡号」として運行している。「ながまれ」とは、道南地域の方言で「ゆっくりして」または「のんびりして」を意味しており、海峡は東南側を臨む車窓から見える津軽海峡を指す。内装はクロスシートの上部にヘッドレストを設け、クロスシートの間に道南杉を使用したテーブルが置かれている。定期列車のほか、日本旅行が企画・商品造成・サービス提供の全てを手掛ける予約式の観光団体列車としても月に1-2回運行されており、観光団体列車の場合は函館駅 - 木古内駅間を往復4時間程度と通常の2倍の時間をかけてゆっくり走る。車内では沿線の提携レストランで調理された食事が提供されるほか、茂辺地駅のホームでの海産物バーベキューや、上磯駅での立ち売り実演販売などが行われる。2017年1月には「赤い風船『観光列車・ながまれ海峡号に乗ろう』」として「鉄旅オブザイヤー」2016年度グランプリを受賞した。
「ながまれ号」以外を含めたキハ40形9両の改造に要した総経費は約3500万円で、観光列車は既存車両からの改造でも億円単位かかることが多い中、「ながまれ号」は安い改造費や沿線の協力による演出から「日本一貧乏な観光列車」と呼ばれることもある。

### 保有車両一覧
2019年3月17日にキハ40 1798が、旧国鉄色に塗装されたことで、保有車両9車両全車両が、道南いさりび鉄道発足後に塗装されたオリジナル色塗装となった。
- キハ40 1793 「ながまれ号」 [待宵藍] （2016年3月6日登場）
- キハ40 1799 「ながまれ号」 [待宵藍] （2016年3月26日登場）
- キハ40 1814  山吹色 [咲初] （2016年7月13日登場）
- キハ40 1810  濃緑色 [夏木立] （2017年3月26日登場）
- キハ40 1796  濃赤色 [豊穣] （2017年6月3日登場）
- キハ40 1815  白色 [禊] （2017年8月1日登場）
- キハ40 1812  山吹色 [咲初] （2017年12月4日登場）
- キハ40 1807  日本国有鉄道首都圏色（2018年6月2日登場）
- キハ40 1798  日本国有鉄道急行色（2019年3月17日登場）

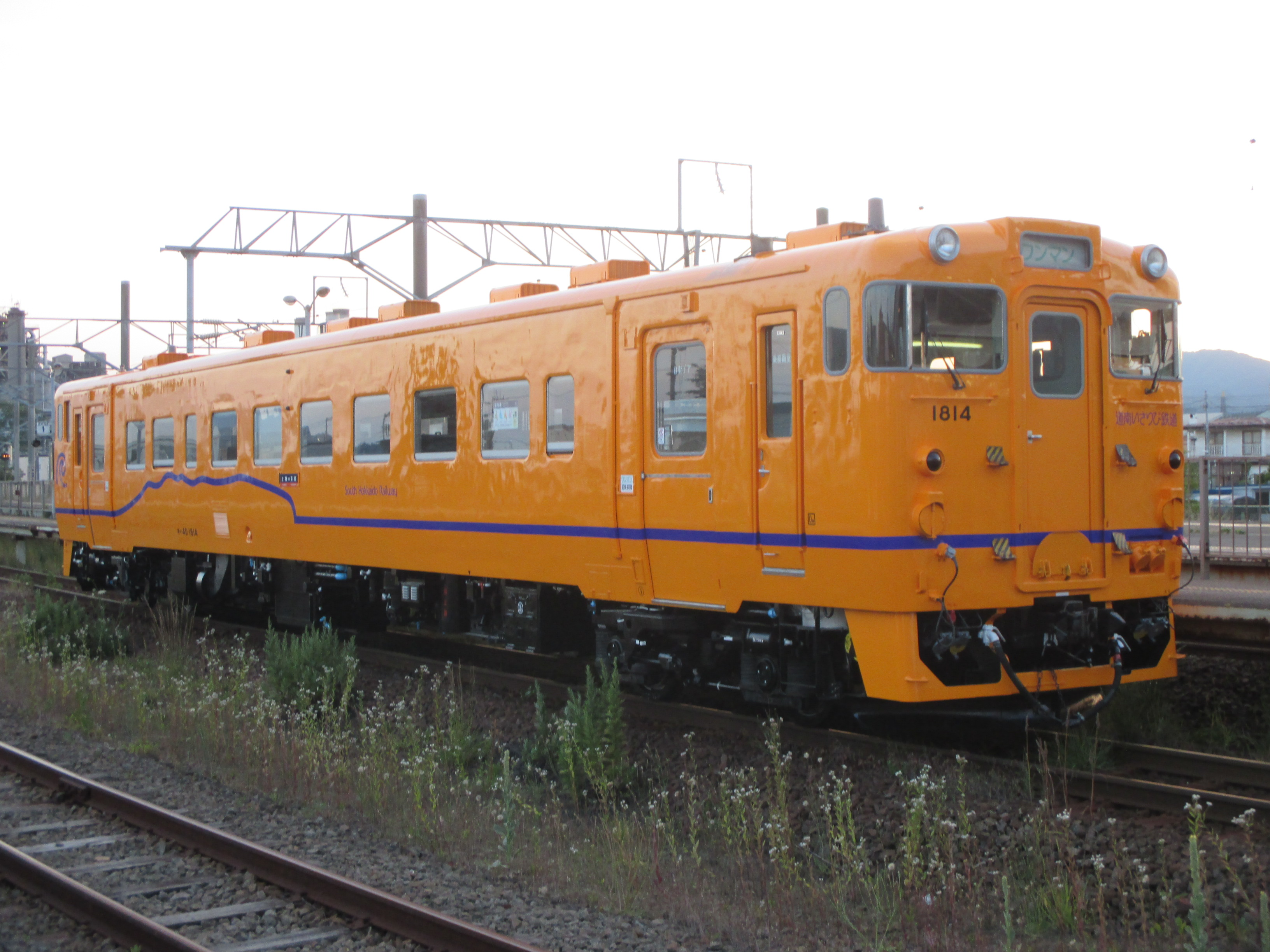
キハ40 1814 山吹色[咲初]
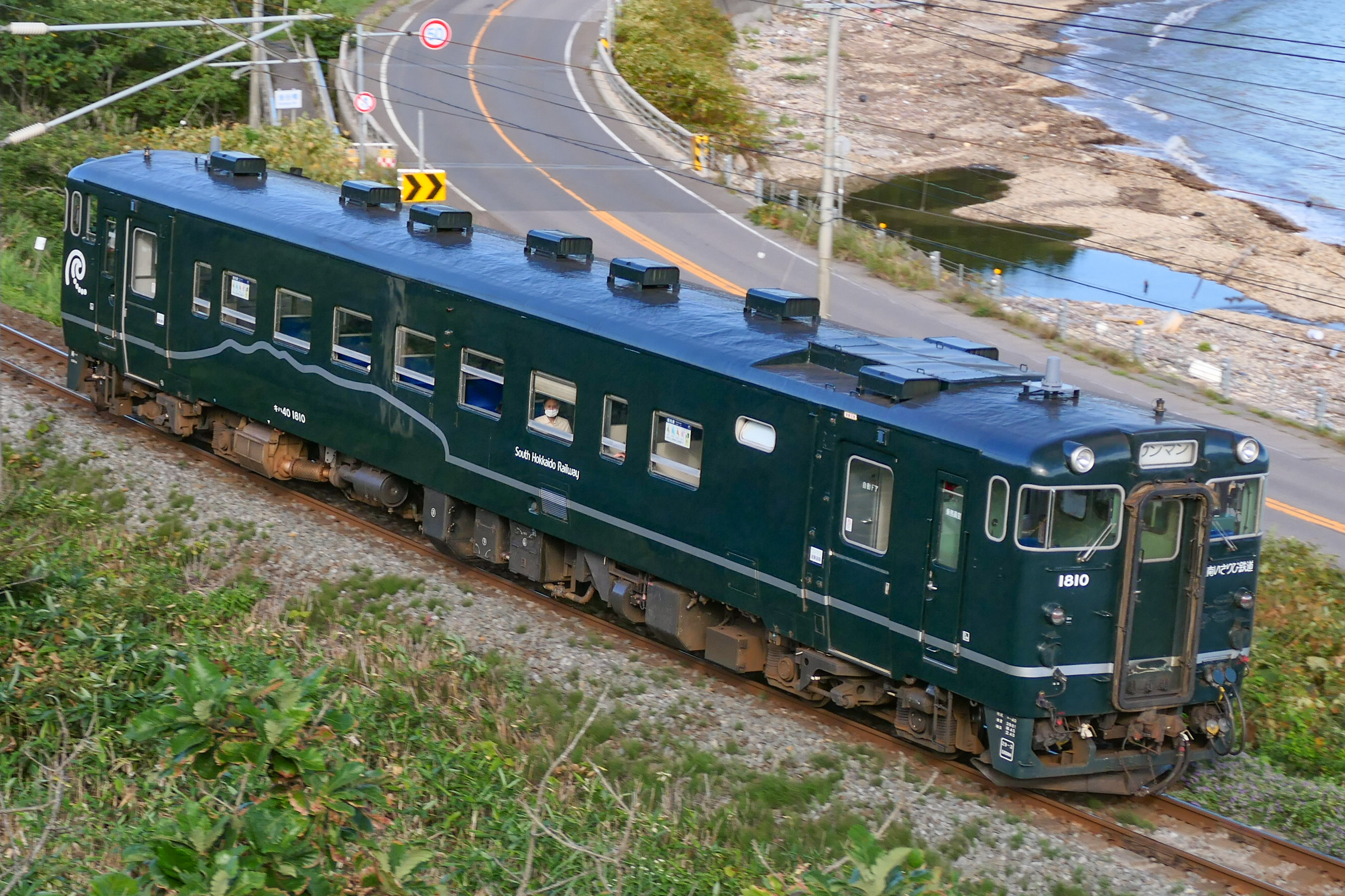
キハ40 1810 濃緑色 [夏木立]
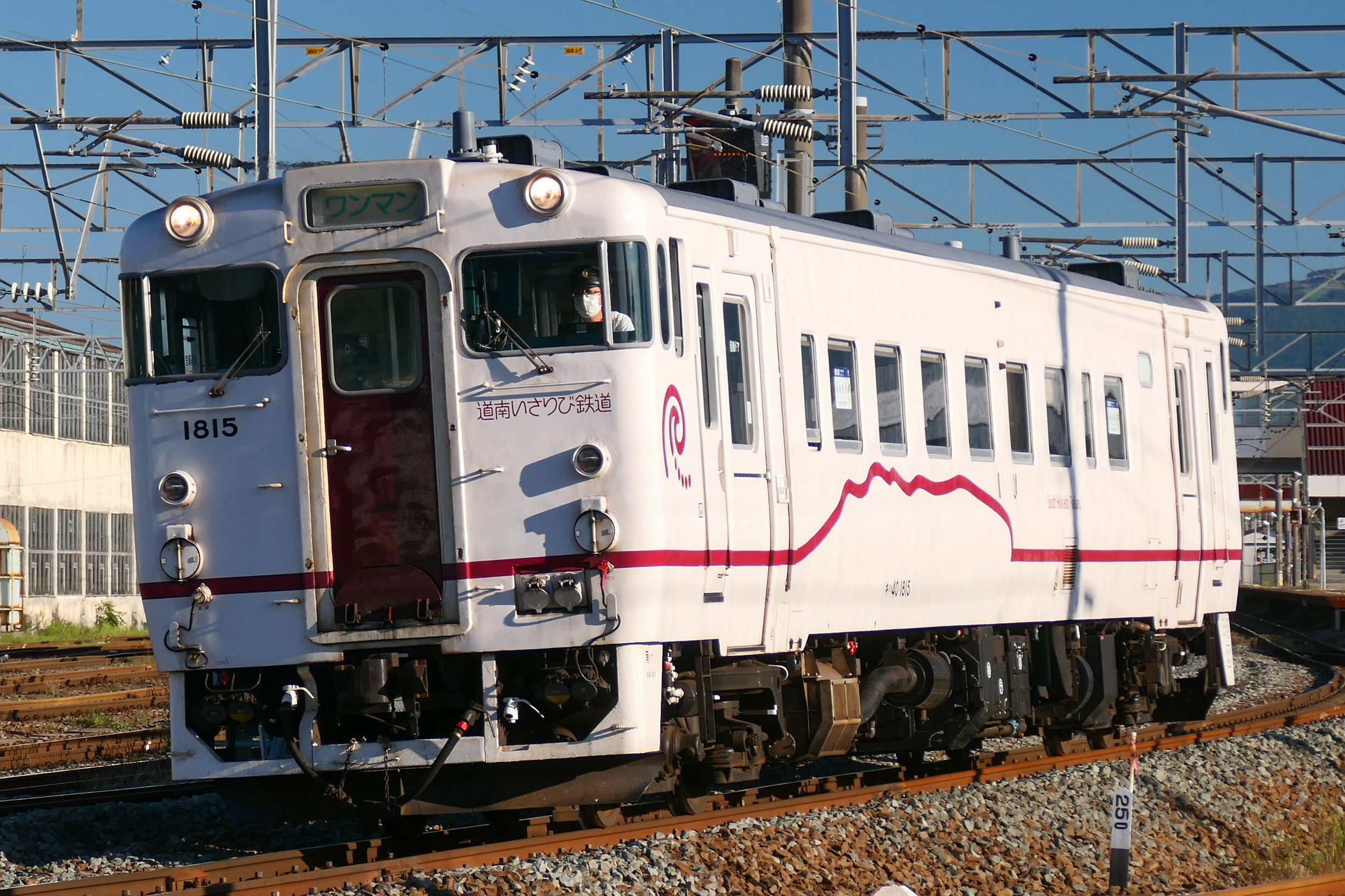
キハ40 1815 白色 [禊]
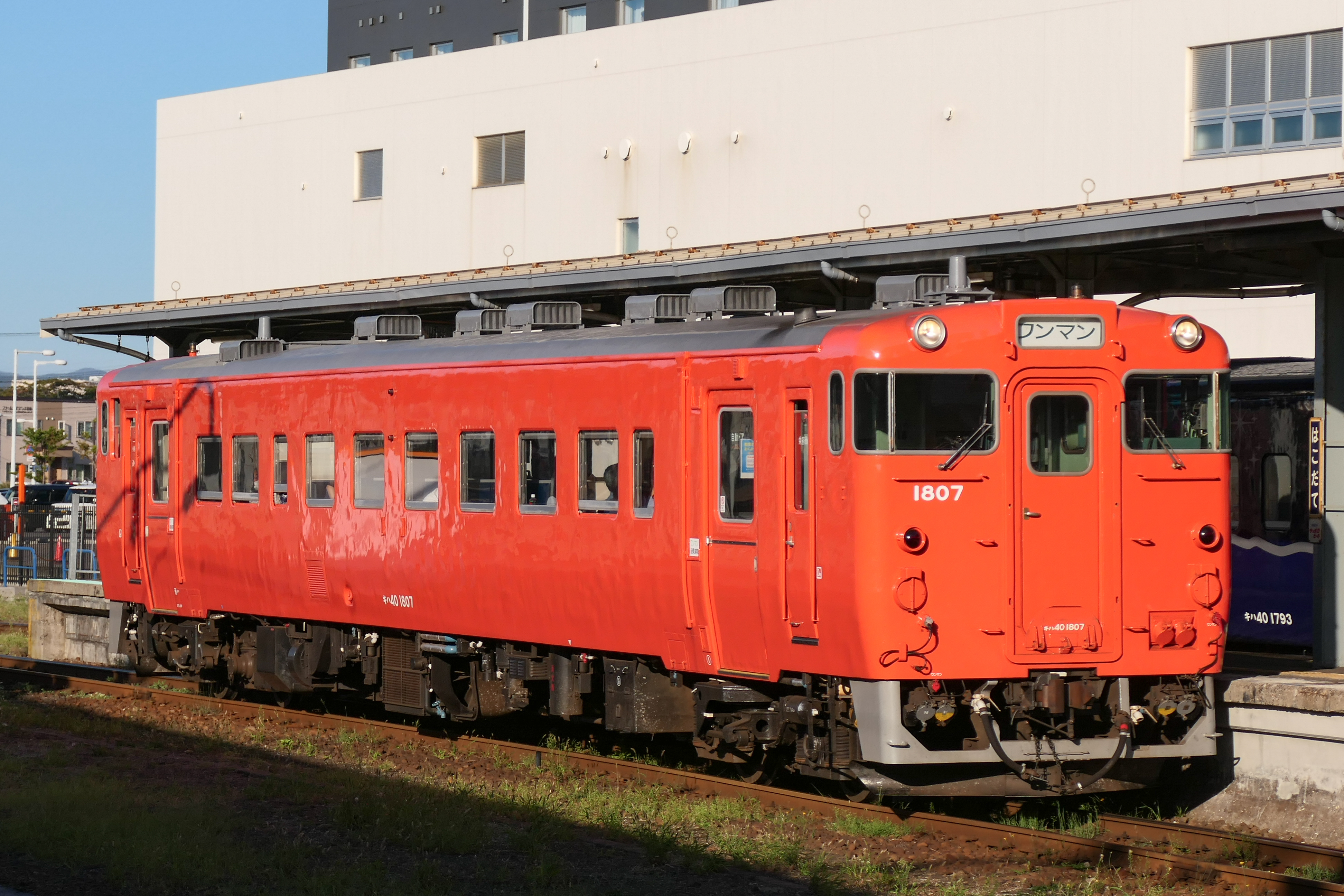
キハ40 1807 日本国有鉄道首都圏色
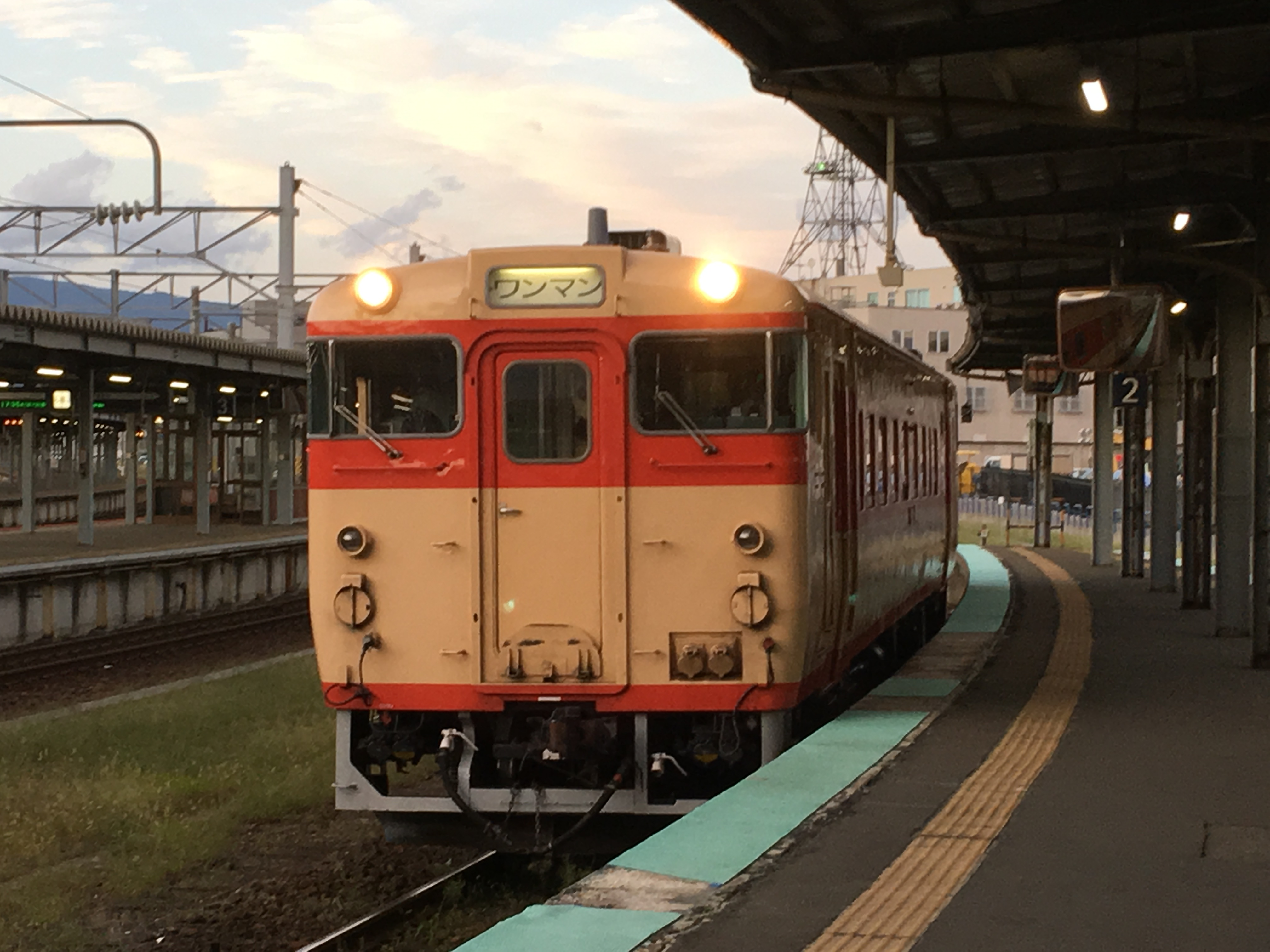
キハ40 1798 日本国有鉄道急行色
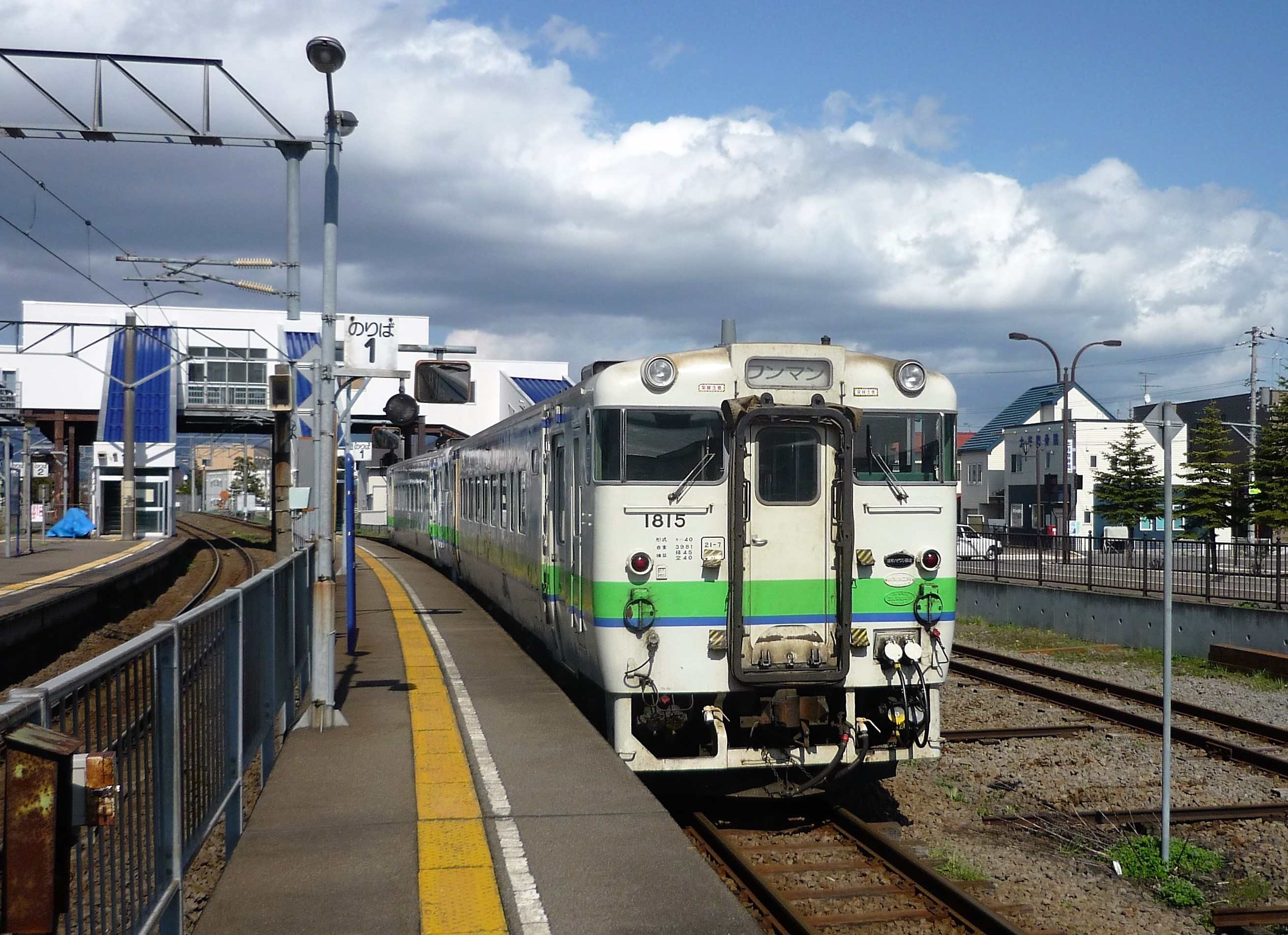
キハ40 1815（旧塗装時代）

## 運賃・料金

### 運賃
大人旅客運賃（小児は半額・10円未満は切り上げ）。2025年4月1日改定。
| キロ程     | 運賃（円） | キロ程     | 運賃（円） |
| ---------- | ---------- | ---------- | ---------- |
| 初乗り2 km | 210        | 16 - 20 km | 530        |
| 3 - 5 km   | 250        | 21 - 23 km | 660        |
| 6 - 7 km   | 290        | 24 - 28 km | 790        |
| 8 - 10 km  | 340        | 29 - 32 km | 930        |
| 11 - 15 km | 380        | 33 - 38 km | 1,080      |

経営移管時から2019年9月30日まではJR北海道線よりも約1.3倍高い運賃であったが、2019年10月1日の消費税率引き上げに伴う運賃改定により、15km以下の区間についてはJR北海道の地方交通線とほぼ同水準の運賃となった。

### JR北海道との連絡運輸・乗継割引
連絡運輸区間は原則として函館駅 - 五稜郭駅間のみとし、定期券のみ五稜郭駅 - 森駅間も対象としている。
JR北海道函館本線との乗継割引の導入が検討され、以下の通りの設定となった（運賃はいずれも大人運賃による。金額は2025年4月1日現在）。
- 普通運賃については、道南いさりび鉄道線各駅（五稜郭駅を除く）と函館駅との間で乗継割引を設定。函館駅と七重浜 - 上磯の各駅の間を利用する場合は、五稜郭駅と七重浜 - 上磯の各駅の間の道南いさりび鉄道線運賃に140円を加算する。函館駅と茂辺地 - 木古内の各駅の間を利用する場合は、五稜郭駅と茂辺地 - 木古内の各駅の間の道南いさりび鉄道線運賃に210円を加算する（函館駅 - 五稜郭駅の通常の運賃は250円）。
- 定期運賃については、連絡運輸を行う全区間（上述）で乗継割引を設定[15][16][17][18][19][20]。

### 料金
急行・特急等の料金は以下の通り。
|              | 料金（円）                                       |
| ------------ | ------------------------------------------------ |
| 急行料金     | 1,100                                            |
| 特急料金     | 2,060 ただし、E001系で運転される場合は 1,320円。 |
| 特別車両料金 | E001系の個室利用時に一人 8,290円                 |

## 企画乗車券
自社で発売
- 「いさりび1日きっぷ」
  - 自社路線内（五稜郭駅 - 木古内駅間）の1日間有効のフリーきっぷである。JR函館本線直通区間の五稜郭駅 - 函館駅間は別運賃が必要。
  - 沿線の一部の施設で本きっぷを提示すると優待が受けられる特典がある。
  - 2020年8月29日から2021年1月31日まで期間限定で発売開始したが、新型コロナウイルス感染症の拡大と防止対策のため2021年1月9日付で一旦発売見合せになった。同年3月26日、開業5周年を記念して発売が再開され、同時に新たにウェブアプリ「DohNa!!」（ドーナ!!）でも、スマートフォンで購入でき、スマートフォン画面が「いさりび1日きっぷ」となるスマホ乗車券としても発売された。

JRが発売する利用可能な企画乗車券
- JR東日本・JR北海道が発売する「三連休東日本・函館パス」
- JR北海道が発売する「はこだて旅するパスポート」
  - 上記JRの2種類の企画乗車券は道南いさりび鉄道線全線がフリーエリアに含まれるため利用可能。

- 「青春18きっぷ」
  - 「青春18きっぷ 北海道新幹線オプション券」を購入し、かつ木古内駅 - 五稜郭駅間を通過利用する場合のみ、利用できる特例が設けられている（「秋の乗り放題パス」も同様にオプション券を発売）。

「北海道&東日本パス」や「フルムーンパス」など、他の企画乗車券は利用不可。